# Stazione di Parabiago
La stazione di Parabiago è una stazione gestita da Rete Ferroviaria Italiana a servizio dell'omonimo comune. Si trova lungo il tracciato delle linee Domodossola-Milano, Luino-Milano e Porto Ceresio-Milano.

## Storia
A seguito della costruzione della linea ferroviaria Rho-Gallarate, aperta al servizio viaggiatori nel 1860, sorse fra l'opinione pubblica parabiaghese l'idea di avere sul territorio comunale una propria stazione ferroviaria, che venne effettivamente realizzata tra gli anni sessanta ed il 1877, venendo poi ampliata nel 1930.

## Strutture e impianti
La fermata odierna è ubicata tra il centro di Parabiago ed il quartiere Calara, alla fine di una strada in salita che parte da via Matteotti, strada principale dell'antico rione di Sant'Antonio.
Si tratta di una stazione di superficie a 3 binari passanti (il 1° e il 3° su corretto tracciato, mentre il 2° è ramo deviato in comune, normalmente utilizzato solo per eventuali necessità di precedenze), ed è dotata di banchine unite da apposito sottopasso pedonale.
Nelle immediate vicinanze del fabbricato viaggiatori è stato realizzato a partire dal 2008 un parcheggio di interscambio, nell'area denominata dai residenti della zona, tra gli anni quaranta e cinquanta, "la Palude".

## Movimento
L'impianto è fermata dei convogli del servizio ferroviario suburbano di Milano, Linea S5 (Varese-Pioltello Limito-Treviglio), svolti da Trenord, a cadenza ogni 30 minuti, nell'ambito di contratto stipulato con la Regione Lombardia.
Nelle ore di punta mattiniere dei pendolari effettuano fermata nella stazione di Parabiago anche alcuni treni regionali con destinazione Milano Porta Garibaldi.

## Sviluppi futuri
Qualora il progetto venisse realizzato, la stazione di Parabiago verrebbe coinvolta nell'opera di potenziamento della tratta ferroviaria Rho-Gallarate 3º e 4º binario. Dopo una lunga battaglia condotta da numerosi esponenti contrari all'ampliamento della linea, in data 21 dicembre 2012, il Consiglio di Stato ha respinto l'appello di RFI e della Regione Lombardia, confermando la sentenza del Tar, che annullava la delibera del Cipe n° 33 del 13 maggio 2010, relativa al progetto definitivo dell'opera.. Ciononostante, nel corso del 2018 è tornata in auge l'idea di riesumare il progetto, senza sostanziali modifiche, come ad esempio l'interramento di parti del nuovo tracciato ferroviario o la realizzazione dei nuovi binari al di fuori del territorio abitato, innescando così nuove polemiche e dibattiti circa l'opportunità e la fattibilità dell'opera.

## Servizi

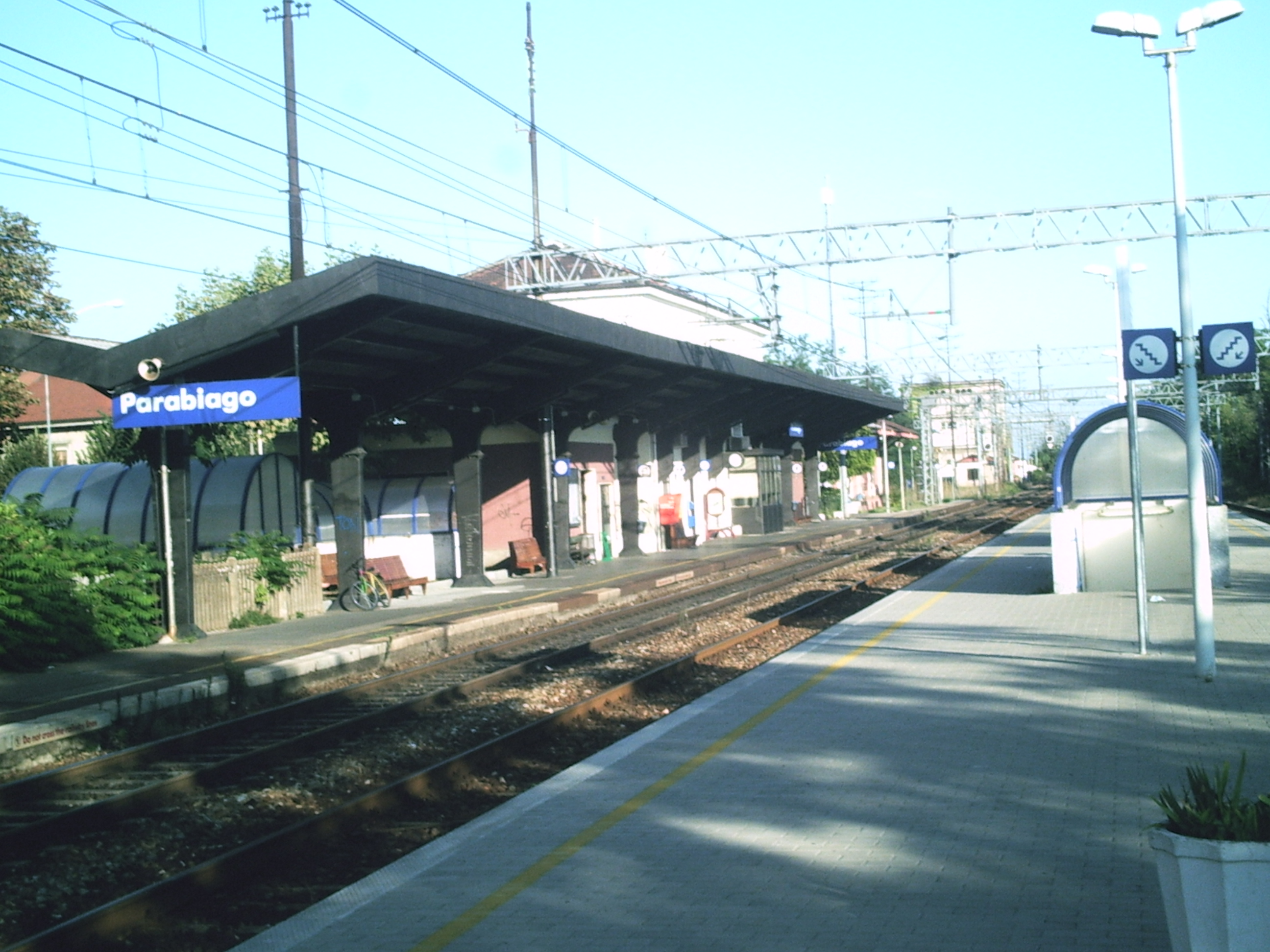
1º e 2º binario visti dalla banchina ad isola a servizio dei binari 2 e 3

La stazione dispone di:
- Biglietteria
- Accessibilità per portatori di handicap
- Parcheggio auto
- Parcheggio bici
- Collegamenti autolinee locali
- Sottopassaggio
- Telefono pubblico
- Bar
- Sala di attesa
- Edicola
- Servizi igienici